# Methode von Laplace
Die Methode von Laplace ist eine Technik, um Laplace-Integrale asymptotisch zu approximieren, das heißt Integrale der Form
{\displaystyle \int _{a}^{b}f(t)e^{-ng(t)}\mathrm {d} t}
näherungsweise zu lösen. Dabei können {\displaystyle a} und {\displaystyle b} auch als {\displaystyle \infty } gewählt werden.
Je größer {\displaystyle n} ist, desto besser funktioniert die Approximation. Ein Spezialfall dieser Integrale ist die Laplace-Transformation. Die Methode ist nach dem französischen Mathematiker Pierre-Simon Laplace benannt, der sie im Jahre 1774 publizierte.
Eine Verallgemeinerung der Methode auf den komplexen Raum ist die Methode des steilsten Anstiegs (englisch Method of steepest descent).

## Aussage
Sei {\displaystyle g\in C^{2}([a,b])} und es existiere ein striktes Minimum {\displaystyle t_{0}\in (a,b)} (somit {\displaystyle g'(t_{0})=0} und {\displaystyle g''(t_{0})>0}). Weiter gelte {\displaystyle f(t_{0})\neq 0}. Dann gilt
{\displaystyle \lim \limits _{n\to \infty }{\frac {\int _{a}^{b}f(t)e^{-ng(t)}\mathrm {d} t}{e^{-ng(t_{0})}f(t_{0}){\sqrt {\frac {2\pi }{ng''(t_{0})}}}}}=1}
oder in der Sprache der asymptotischen Analysis
{\displaystyle \int _{a}^{b}f(t)e^{-ng(t)}\mathrm {d} t\sim e^{-ng(t_{0})}f(t_{0}){\sqrt {\frac {2\pi }{ng''(t_{0})}}},\quad {\text{wenn }}n\to \infty }.

## Herleitung
Die zugrundeliegende Idee ist folgende:
Der größte Beitrag zum Wert des Integrals stammt von den Punkten in der Umgebung {\displaystyle U_{\varepsilon }(t_{0})}.
Wir nehmen an, dass {\displaystyle n} sehr groß ist, und schreiben das Integral um:
{\displaystyle {\begin{aligned}\int _{a}^{b}f(t)e^{-ng(t)}\mathrm {d} t&=e^{-ng(t_{0})}\int _{a}^{b}f(t)e^{-n\left[g(t)-g(t_{0})\right]}\mathrm {d} t\\&\approx e^{-ng(t_{0})}f(t_{0})\int _{t_{0}-\varepsilon }^{t_{0}+\varepsilon }e^{-n\left[g(t)-g(t_{0})\right]}\mathrm {d} t\end{aligned}}}
Nun bildet man für {\displaystyle g} die Taylorentwicklung um den Punkt {\displaystyle t_{0}}.
{\displaystyle g(t)=g(t_{0})+g'(t_{0})(t-t_{0})+{\frac {1}{2}}g''(t_{0})(t-t_{0})^{2}+{\mathcal {O}}((t-t_{0})^{3})}
Somit können wir die Approximation machen
{\displaystyle {\begin{aligned}g(t)-g(t_{0})&\approx g'(t_{0})(t-t_{0})+{\frac {1}{2}}g''(t_{0})(t-t_{0})^{2}\\&={\frac {1}{2}}g''(t_{0})(t-t_{0})^{2}\end{aligned}}}
Daraus folgt
{\displaystyle \int _{a}^{b}f(t)e^{-ng(t)}\mathrm {d} t\approx e^{-ng(t_{0})}f(t_{0})\int _{t_{0}-\varepsilon }^{t_{0}+\varepsilon }e^{-{\frac {n}{2}}g''(t_{0})(t-t_{0})^{2}}\mathrm {d} t}
Nun können wir das Ganze auf ein Gaußsches Integral auf {\displaystyle [-\infty ,\infty ]} überführen, da die Werte sich exponentiell von {\displaystyle t_{0}} entfernen.
{\displaystyle {\begin{aligned}e^{-ng(t_{0})}f(t_{0})\int _{t_{0}-\varepsilon }^{t_{0}+\varepsilon }e^{-{\frac {n}{2}}g''(t_{0})(t-t_{0})^{2}}&\approx f(t_{0})e^{-ng(t_{0})}\int _{-\infty }^{\infty }e^{-{\frac {n}{2}}g''(t_{0})(t-t_{0})^{2}}\mathrm {d} t\\&=f(t_{0})e^{-ng(t_{0})}\int _{-\infty }^{\infty }e^{-{\frac {n}{2}}g''(t_{0})s^{2}}\mathrm {d} s\\&=f(t_{0})e^{-ng(t_{0})}{\sqrt {\frac {2\pi }{ng''(t_{0})}}}\\\end{aligned}}}